# Růžena Štemberková
Růžena Štemberková je vedoucí Kanceláře transferu technologií na Úseku prorektora pro vědu a výzkum na Jihočeské univerzitě v Českých Budějovicích. Zabývá se otázkou ochrany duševního vlastnictví a rozvíjením kontaktů mezi světem vědy a komerční sférou. 

## Profesní kariéra
Růžena Štemberková studovala na Karlově univerzitě (RNDr.) a Univerzitě Hradec Králové (Ph.D.). Od roku 2012, kdy na Jihočeské univerzitě vznikla Kancelář transferu technologií, je její vedoucí. Kancelář poskytuje služby všem fakultám Jihočeské univerzity, například spravuje její duševní vlastnictví, vytipovává výsledky výzkumu, které by mohly najít uplatnění v komerční sféře, nebo vyhledává partnery pro společný výzkum. 
Svou prací se snaží odstranit bariéry mezi výzkumnou a komerční sférou. „Musím bohužel konstatovat, že důvěra lidí z oblasti komerce je směrem k akademickým pracovníkům mnohem vyšší, než důvěra zástupců vědecké a výzkumné sféry k byznysu. Vzájemná komunikace a důvěra obou sektorů nás mohou posunout výrazně dopředu.“ Jejím cílem je posílení spolupráce mezi vědci a podnikateli, implementace výsledků výzkumu do výrobních programů, čímž se zvýší konkurence a zajistí stabilní ekonomický růst nejen na regionální, ale rovněž na národní úrovni.
Růžena Štemberková je spoluautorkou skript Úvod do problematiky duševního vlastnictví, které vydala Kancelář transferu technologií. Skripta se využívají při výuce předmětu Ochrana duševního vlastnictví. Předmět nabízí Jihočeská univerzita studentům v rámci magisterského a doktorského studia.
V roce 2025 se Růžena Štemberková stala předsedkyní spolku Transfera.cz, což je zastřešující organizace, která spojuje většinu kanceláří transferu technologií v Česku.
Růžena Štemberková je také jednou z tváří charitativního kalendáře, který vznikl v rámci projektu eSENce ŽEN 2025. Výtěžek z prodeje kalendáře podpoří Krizové centrum pro děti a rodinu v Nové ulici v Českých Budějovicích.

## Ocenění
V lednu 2025 převzala Růžena Štemberková na světové konferenci duševního vlastnictví v Dubaji ocenění „Women in IP“ za práci v oblasti duševního vlastnictví.